# Državna cesta D37
D37 je državna cesta u Hrvatskoj. Ukupna duljina iznosi 34,4 km.